# Берлинский роман
«Берли́нский рома́н» — кинофильм. Фильм снят по мотивам книги Дзюнъитиро Танидзаки «Свастика» (в английском издании «Quicksand» (англ.)). Является ремейком японского фильма 1964 года «Свастика». Действие перенесено во времена нацистской Германии в Берлин.

## Сюжет
1938 год, Берлин. Луиза фон Оллендорф — жена Хайнца фон Оллендорфа, немецкого дипломата. Она берёт художественные уроки и однажды встречает Мицуко, такую же студентку как и она сама. Мицуко — прекрасная молодая девушка, дочь японского посла. Между Луизой и Мицуко начинаются любовные отношения.
Через некоторое время Мицуко вовлекает в игру и мужа Луизы, Хайнца — возникает любовный треугольник. Об отношениях среди высокопоставленных чиновников узнают власти, и герои-любовники вынуждены выбрать добровольную смерть. В финале фильма история отравления — Мицуко и Хайнц погибают, Луизе же чудом удаётся спастись.

## В ролях
| В ролях          |  | Персонаж            |
| ---------------- |  | ------------------- |
| Гудрун Ландгребе |  | Луиза фон Оллендорф |
| Кевин Мак Нолли  |  | Хайнц фон Оллендорф |
| Мио Такаки       |  | Мицуко Мацуга       |
| Массимо Джиротти |  | Вернер фон Хайден   |
| Филип Леруа      |  | Герберт Гесслер     |
| Ганс Цишлер      |  | Вольф фон Оллендорф |
| Уильям Бергер    |  | профессор           |